# Mouriz
Mouriz é uma localidade portuguesa do Município de Paredes que foi sede da extinta Freguesia de Mouriz, freguesia que tinha 5,52 km² de área e 3 026 habitantes (2011), e, por isso, uma densidade populacional de 548,2 hab/km².
A Freguesia de Mouriz foi extinta (agregada) pela reorganização administrativa de 2012/2013, sendo o seu território integrado na freguesia de Paredes.
Mouriz era uma freguesia rural com pequenos núcleos de exploração agrícola, em parcelas de minifúndio e exploração familiar, como complemento de subsistência ao salário da fábrica. Destaca-se a cultura de cereais e vinha e a criação de gado. A indústria ocupa bastantes pessoas e tem ganho um peso crescente nos últimos anos. É possível encontrar pequenas oficinas de mobiliário e indústrias de confecção, panificação, restauração e hotelaria.
São Romão de Mouriz deve o seu nome aos mouros: Alqueidão, nome dum lugar de Mouriz, é árabe. Outro vestígio dos mouros é o nome do lugar de Amoreira que parece derivar de A. Moureira (lugar de muitos mouros ou mulher moura) tendo casa brasonada onde chegou a haver duas estátuas em granito com a figura de um rei mouro, e de uma mulher moura.[carece de fontes?]

## População
| População da freguesia de Mouriz | População da freguesia de Mouriz | População da freguesia de Mouriz | População da freguesia de Mouriz | População da freguesia de Mouriz | População da freguesia de Mouriz | População da freguesia de Mouriz | População da freguesia de Mouriz | População da freguesia de Mouriz | População da freguesia de Mouriz | População da freguesia de Mouriz | População da freguesia de Mouriz | População da freguesia de Mouriz | População da freguesia de Mouriz | População da freguesia de Mouriz |
| -------------------------------- | -------------------------------- | -------------------------------- | -------------------------------- | -------------------------------- | -------------------------------- | -------------------------------- | -------------------------------- | -------------------------------- | -------------------------------- | -------------------------------- | -------------------------------- | -------------------------------- | -------------------------------- | -------------------------------- |
| 1864                             | 1878                             | 1890                             | 1900                             | 1911                             | 1920                             | 1930                             | 1940                             | 1950                             | 1960                             | 1970                             | 1981                             | 1991                             | 2001                             | 2011                             |
| 1 260                            | 1 189                            | 1 305                            | 1 365                            | 1 431                            | 1 451                            | 1 504                            | 1 786                            | 1 844                            | 2 073                            | 2 113                            | 2 618                            | 2 444                            | 2 911                            | 3 026                            |

| Distribuição da População por Grupos Etários | Distribuição da População por Grupos Etários | Distribuição da População por Grupos Etários | Distribuição da População por Grupos Etários | Distribuição da População por Grupos Etários | Distribuição da População por Grupos Etários | Distribuição da População por Grupos Etários | Distribuição da População por Grupos Etários | Distribuição da População por Grupos Etários | Distribuição da População por Grupos Etários |
| -------------------------------------------- | -------------------------------------------- | -------------------------------------------- | -------------------------------------------- | -------------------------------------------- | -------------------------------------------- | -------------------------------------------- | -------------------------------------------- | -------------------------------------------- | -------------------------------------------- |
| Ano                                          | 0-14 Anos                                    | 15-24 Anos                                   | 25-64 Anos                                   | > 65 Anos                                    |                                              | 0-14 Anos                                    | 15-24 Anos                                   | 25-64 Anos                                   | > 65 Anos                                    |
| 2001                                         | 592                                          | 502                                          | 1 570                                        | 247                                          |                                              | 20,3%                                        | 17,2%                                        | 53,9%                                        | 8,5%                                         |
| 2011                                         | 577                                          | 356                                          | 1 750                                        | 343                                          |                                              | 19,1%                                        | 11,8%                                        | 57,8%                                        | 11,3%                                        |

Média do País no censo de 2001:  0/14 Anos-16,0%; 15/24 Anos-14,3%; 25/64 Anos-53,4%; 65 e mais Anos-16,4%
Média do País no censo de 2011:   0/14 Anos-14,9%; 15/24 Anos-10,9%; 25/64 Anos-55,2%; 65 e mais Anos-19,0%

## Património
- Igreja paroquial

## Festas e romarias
- Senhora do Rosário (Outubro)
- Nossa Senhora de Fátima (Maio)
- São Romão (Novembro)
- Nossa Senhora de Fátima (Maio, Capela do Monte ou de S. José)
- Serragem da Velha (Realiza-se entre o Entrudo e a Pascoa)

## Colectividades
- Associação Cultural Recreativa e Desportiva "Olá Mouriz"
- Associação Futebol Clube de Mouriz
- Associação para o Desenvolvimento da Freguesia de Mouriz
- Zés Pereiras Independentes Mouritanos
- Associação Desportiva Amigos da Saudade
- Associação de Futebol Popular de Paredes
- Grupo de Bombos Os Traquinas
- Grupo de Bombos Os Moreiras
- Grupo de Teatro Girassol